# Хронологија СФРЈ и СКЈ фебруар 1966.
Хронолошки преглед важнијих догађаја везаних за друштвено-политичка дешавања у Социјалистичкој Федеративној Републици Југославији (СФРЈ) и деловање Савеза комуниста Југославије (СКЈ), као и општа политичка, друштвена, спортска и културна дешавања која су се догодила у току фебруара месеца 1966. године.
| ← јануар | ← јануар | ← јануар | ← јануар | ← јануар | ← јануар | ← јануар | ← јануар | ← јануар | Хронологија СФРЈ и СКЈ током 1966. године | Хронологија СФРЈ и СКЈ током 1966. године | Хронологија СФРЈ и СКЈ током 1966. године | Хронологија СФРЈ и СКЈ током 1966. године | Хронологија СФРЈ и СКЈ током 1966. године | Хронологија СФРЈ и СКЈ током 1966. године | Хронологија СФРЈ и СКЈ током 1966. године | Хронологија СФРЈ и СКЈ током 1966. године | Хронологија СФРЈ и СКЈ током 1966. године | Хронологија СФРЈ и СКЈ током 1966. године | Хронологија СФРЈ и СКЈ током 1966. године | Хронологија СФРЈ и СКЈ током 1966. године | март → | март → | март → | март → | март → | март → | март → |
| 1        | 2        | 3        | 4        | 5        | 6        | 7        | 8        | 9        | 10                                        | 11                                        | 12                                        | 13                                        | 14                                        | 15                                        | 16                                        | 17                                        | 18                                        | 19                                        | 20                                        | 21                                        | 22     | 23     | 24     | 25     | 26     | 27     | 28     |

### 2. фебруар
- Парламентарна делегација Југославије, на челу са председником Савезне скупштине Едвардом Кардељом отпутовала у посету Уједињеној Арапској Републици (Египат), где је боравила до 9. фебруара.[1]

### 8. фебруар
- У Београду одржана Четврта пленарна седница Централног комитета Савеза комуниста Србије на којој су разматрана друштвено-економска и политичка питања у пољопривреди. Поред чланова Централног комитета, у раду седнице учествовали су и чланови Надзорне и Ревизионе комисије, секретари среских комитета и известан број друштвено-политичких радника.[1]

### 10. фебруар
- На Брионима председник СФРЈ Јосип Броз Тито примио Ахмеда Таиба Бенхиму, министра иностраних послова Краљевине Марока, који му је предао личну поруку мароканског краља Хасана II.[2][3]
- У Скопљу, у фабричком кругу Скопске пиваре отпуштени електричарски радник и бивши председник синдикалне подружнице Томе Стојановски упуцао четворицу бивших шефова — инжењер Влада Христовски и техничар Божа Дапчевски остали су мртви на лицу места, док су директор Киро Ванински и секретар Љубобрат Додевски тешко рањени. Стојановски је најпре осуђен на смртну казну, али је касније помилован на временску казну, јер је суд утврдио да су га убијени прогонили на радном месту и да су га противправно отпустили са посла.[4]

### 13. фебруар
- У Хали 1 Београдског сајма одржано финално вече прве „Гитаријаде” (полуфиналне вечери одржане су 8. и 9. јануара) на којој су прва три места заузеле групе — Елипсе, Силуете и Пламених пет. Гитаријада је дигла велику медијску прашину, а након прве „Гитаријаде” организовано је неколико истих манифестација у великом броју места у Југославији. Друга „Гитаријада” одржана је јануара 1967, након чега је такмичење настављено у Зајечару.[5]

### 14. фебруар
- За председника Савезног одбора Савеза удружења бораца Народноослободилачког рата Југославије (СУБНОР) изабран Ђуро Пуцар Стари, уместо дотадашњег председника Александра Ранковића, који је почетком 1966. од Савезног одбора затражио да га разреши функције, због заузетости другим пословима.[6]

### 16. фебруар
- У близини Каштела Старог, код Сплита догодила се тешка железничка незгода у којој је на лицу места страдало 29 путника, док је њих преко 30 задобило повреде, од чега су четворица касније преминула у сплитској болници. До несреће је дошло када је теретни воз са 18 вагона пуних угља, који је био остављен без надзора, отклизао низ највећу низбрдицу на далматинским пругама и директно се сударио са путничким возом, који се кретао из Сплита према Книну.[7][8]

### 17. фебруар
- У Загребу, од 17. до 19. фебруара, одржан Шести конгрес Социјалистичког савеза радног народа Хрватске, коме је присуствовало 1.100 делегата и гостију. На Конгресу се расправљало о Социјалистичком савезу као битом фактору изградње и учвршћивања непосредне демократије, а разматрани су и циљеви и методи рада ове организације, у складу одлукама Осмог конгреса СКЈ. На крају Конгреса изабран је нови Главни одбор и усвојена је Резолуција у којој су истакнути задаци ССРНХ.[1]

### 22. фебруар
- У Београду, од 22. до 24. фебруара, одржан Шести конгрес Социјалистичког савеза радног народа Србије. У току рада Конгреса, уместо подношења реферата на двема пленарним седницама поднете су уводне речи за дискусију, у којима су сумирани резултати опште дебате вођене међу члановима и руководствима Социјалистичког савеза. На крају Конгреса изабран је нови Главни одбор, за чијег председника је поново изабран Михаило Швабић и усвојена Резолуција у којој су истакнути задаци ССРНС.[1]

### 25. фебруар
- У Београду, 25. и 26. фебруара одржана Трећа пленарна седница Централног комитета Савеза комуниста Југославије, под председништвом генералног секретара СКЈ Јосипа Броза Тита, на којој су разматрани „актуелни проблеми борбе СКЈ за спровођење привредне реформе”. На Пленуму су прихваћени ставови изнети у претходно припремљеним тезама и уводној речи Јосипа Броза Тита и истакнута потреба одлучнијег отклањања свега што омета спровођење реформе. На Пленуму је изабрана Комисија за израду закључака, који су разматрани у другом делу Треће седнице ЦК СКЈ 11. марта. Након дискусије усвојени су закључци о актуелним задацима СК Југославије у спровођењу реформе, у којима се оцењује да су дотадашњем остваривању реформе постигнути почетни резултати — отпочела је стабилизација привреде, смањен је обим инвестиција, повећан је извоз, побољшавају се односи у билансу плаћања са иностранством и др.[1][2][9]